# Chalco (altepetl)
XIIIe siècle – 1521
Entités suivantes :
- Royaume de Nouvelle-Espagne

Chalco était un altepetl nahua précolombienne complexe du centre du Mexique. Il était divisé entre les quatre sous-altepetl de Tlalmanalco Tlacochcalco (es), Amaquemecan, Tenanco Texopalco Tepopolla (es) et Chimalhuacán-Chalco (es), eux-mêmes subdivisés en altepetl et tlayacatl, chacun avec son propre tlatoani (roi). Ses habitants étaient connus sous le nom de Chālcatl(singulier) ou Chālcah (pluriel).
Aux XIVe et début du XVe siècle, des guerres fleuries ont eu lieu entre les Chalcas et les Aztèques. Une guerre sérieuse éclate en 1446. Selon l'historien d'Amaqueme Chimalpahin, cela s'explique par le fait que les Chalcas ont refusé une demande des Mexicas de fournir des matériaux de construction pour le temple de Huitzilopochtli. Chalco fut finalement conquise par les Aztèques sous Moctezuma Ier vers 1465, et les rois de Chalco furent exilés à Huexotzinco. Les souverainetés furent rétablies par Tizoc en 1486, qui installa de nouveaux tlatoque. Cela a été réalisé, en partie, grâce au travail diplomatique réalisé par le musicien chalcan Quecholcohuatl lorsqu'il a interprété une composition à caractère politique pour Axayacatl en 1479. Cette histoire a été rapportée par Chimalpahin dans la septième de ses Huit Relations. Chalco a payé plus de tribut à Tenochtitlan sous forme de nourriture que toute autre région de la vallée de Mexico, probablement en raison de son sol fertile et de son emplacement.
Les conquistadors espagnols Pedro de Alvarado et Bernardino Vázquez de Tapia atteignirent Chalco à l'automne 1519. Les Chalcas s'allièrent aux Espagnols et participèrent à la défaite des Aztèques. Hernán Cortés a revendiqué Chalco comme encomienda, mais n'a pas réussi à en conserver la possession. Chalco a été désigné corregimiento en 1533. Plusieurs lieux extérieurs à la région traditionnelle de Chalco lui ont été ajoutés à l'époque coloniale.